# Élections municipales de 2008 à Lille
Les élections municipales françaises de 2008 se sont déroulées les 9 et 16 mars 2008. Elles ont abouti à la réélection de Martine Aubry à la mairie de Lille.

## Résultats

### Premier tour
|                  | Liste                                                               | Nombre de voix | Résultats |        |
| Baudrin Nicole   | Lutte ouvrière                                                      | 1 373          | 2,32 %    |        |
| Jan Pauwels      | Un autre Lille est possible (soutenu par la LCR et les Alternatifs) | 2 337          | 3,95 %    |        |
| Martine Aubry    | L'avenir aime Lille (PS - PCF - PRG - MRC)                          | 27 202         | 46,02 %   | Ball.  |
| Éric Quiquet     | Lille vert Avenir (Les Verts)                                       | 6 848          | 11,58 %   | Ball.  |
| Étienne Forest   | Sociale démocrate Lille (MoDem dissident - PRG dissident)           | 642            | 1,09 %    |        |
| Jacques Richir   | Le Nouvel Engagement (MoDem)                                        | 4 603          | 7,79 %    | Fusion |
| Sébastien Huyghe | Le Lillois qui gagne (UMP)                                          | 12 791         | 21,64 %   | Ball.  |
| Éric Dillies     | Lille emploi, sécurité... (FN)                                      | 3 317          | 5,69 %    |        |

### Second tour
|                  | Liste                                                                  | Nombre de voix | Résultats | Sièges |
| Martine Aubry    | L'avenir aime Lille (fus. PS - Les Verts - Union de la gauche - MoDem) | 35 226         | 66,56 %   | 51     |
| Sébastien Huyghe | Le Lillois qui gagne (UMP)                                             | 17 700         | 33,44 %   | 10     |